# Mainberg

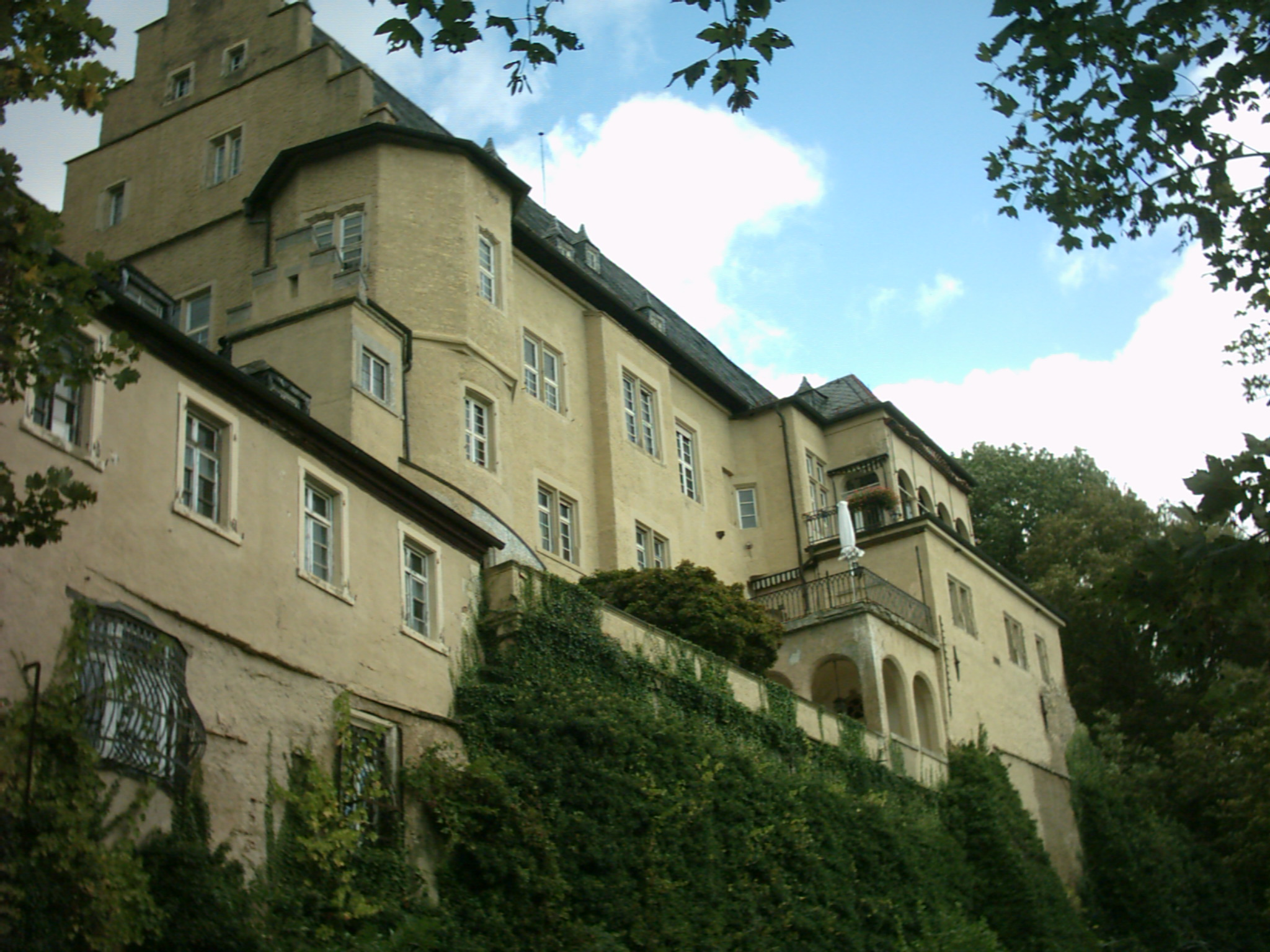
Castelo de Mainberg

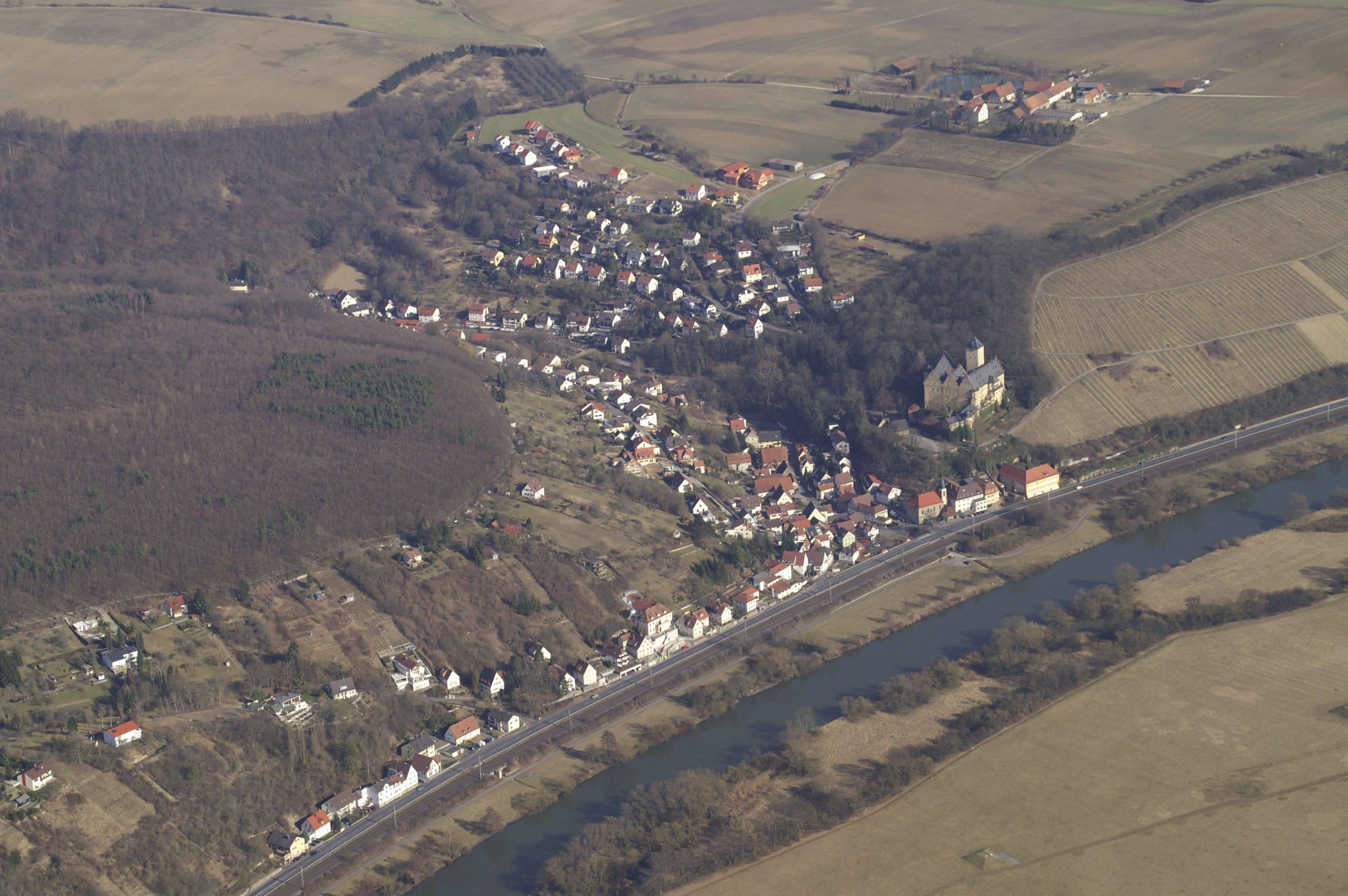
Vista aérea

Mainberg é um bairro do município alemão Schonungen, estado de Baviera.

## Cidadãos notórios
- Gunter Sachs (1932)